# Urbain Braems
Urbain Braems (Zottegem, 10 novembre 1933 – 9 settembre 2021) è stato un allenatore di calcio e calciatore belga, di ruolo attaccante.
Calciatore nella sua Zottegem con il locale KVS ha poi indossato le maglie del Racing Malines, di Bruges e del Daring Club con il quale ha segnato il gol più importante della sua carriera, l'1-0 in una gara d'andata di Coppa delle Fiere contro il Feyenoord. Al ritorno di fatto è terminata la sua carriere con un grave infortunio al ginocchio: si è ritirato a soli 29 anni nelle file dell'Union Halloise.
Nel 1962 ha intrapreso la sua carriera da allenatore a Zottegem, guidando il suo KVS ad una serie di promozione nelle categorie inferiori del calcio belga e attirando le attenzioni del Cercle Bruges, precipitato in terza serie per uno scandalo di corruzione. Il piano quinquennale di ritorno nella massima divisione è compiuto con un anno in anticipo.
Nel 1972 siede sulla panchina dell'Anversa fino a gennaio 1973, quando è scelto al posto del tedesco Georg Keßler come allenatore dell'Anderlecht, ruolo che ricopre pur mantenendo il suo impiego - due giorni alla settimana - di insegnante di educazione fisica. I biancomalva vincono il titolo con due punti di vantaggio sulla sua ex squadra e sul RWD Molenbeek.

## Palmarès

### Allenatore
- Derde klasse: 1

Cercle Bruges: 1967-1968
- Tweede klasse: 1

Cercle Bruges: 1970-1971
- Campionato belga: 2

Anderlecht: 1973-1974
Beveren: 1983-1984
- Coppa del Belgio: 3

Anderlecht: 1974-1975
Beveren: 1977-1978, 1982-1983
- Supercoppa del Belgio: 1

Beveren: 1984
- Coppa di Turchia: 1

Trabzonspor: 1991-1992